# 阿哈尔
阿哈尔（波斯語：‎），是伊朗东阿塞拜疆省阿哈尔县的一个城市。总人口85,782（2006年）。2012年，该市附近发生强烈地震，造成严重伤亡。